# Liste der Parlamentsabgeordneten von Malta (10. Wahlperiode)
Diese Liste gibt einen Überblick über alle Mitglieder des Repräsentantenhauses der Republik Malta in der 10. Wahlperiode von 2003 bis 2008.
Zur vorangegangenen Wahlperiode siehe Liste der Parlamentsabgeordneten von Malta (9. Wahlperiode).

## Präsidium
- Speaker Anton Tabone
- Staatspräsident: Edward Fenech Adami

## Zusammensetzung
Nach der Parlamentswahl 2003 setzt sich das Repräsentantenhaus wie folgt zusammen:
| Fraktion | Sitze |
| -------- | ----- |
| NP       | 34    |
| MLP      | 30    |
| gesamt   | 64    |

## Abgeordnete
| Name                       | Fraktion |
| -------------------------- | -------- |
| Anthony Abela              | PN       |
| Carmelo Abela              | MLP      |
| Joseph Abela               | MLP      |
| Chris Agius                | MLP      |
| David Agius                | PN       |
| Francis Agius              | PN       |
| Robert Arrigo              | PN       |
| Michael Asciak             | PN       |
| Frederick Azzopardi        | PN       |
| Jason Azzopardi            | PN       |
| Evarist Bartolo            | MLP      |
| Tonio Borg                 | PN       |
| Joseph Brincat             | MLP      |
| Leo Brincat                | MLP      |
| Charles Buhagiar           | MLP      |
| Stefan Buontempo           | MLP      |
| Chris Cardona              | MLP      |
| Justyne Caruana            | MLP      |
| Joseph Cassar              | PN       |
| Karl Chircop               | MLP      |
| Marie Louise Coleiro Preca | MLP      |
| Dolores Cristina           | PN       |
| Joseph Cuschieri           | MLP      |
| Helen D’Amato              | PN       |
| Helena Dalli               | MLP      |
| John Dalli                 | PN       |
| Mario de Marco             | PN       |
| Giovanna Debono            | PN       |
| Joseph Debono Grech        | MLP      |
| Louis Deguara              | PN       |
| Joseph Falzon              | PN       |
| Angelo Farrugia            | MLP      |
| Michael Farrugia           | MLP      |
| Noel Farrugia              | MLP      |
| Antonio Fenech             | PN       |
| Michael Frendo             | PN       |
| Roderick Galdes            | MLP      |
| Ċensu Galea                | PN       |
| Franco Galea               | PN       |
| Louis Galea                | PN       |
| Mario Galea                | PN       |
| Austin Gatt                | PN       |
| Lawrence Gonzi             | PN       |
| Michael Gonzi              | PN       |
| Gavin Gulia                | MLP      |
| Josè Herrera               | MLP      |
| Charles Mangion            | MLP      |
| Antonie Mifsud Bonnici     | PN       |
| Carmelo Mifsud Bonniċi     | PN       |
| Joe Mizzi                  | MLP      |
| Jesmond Mugliett           | PN       |
| Silvio Parnis              | MLP      |
| Clyde Puli                 | PN       |
| George Pullicino           | PN       |
| Jeffrey Pullicino Orlando  | PN       |
| Anton Refalo               | MLP      |
| Joseph M Sammut            | MLP      |
| Alfred Sant                | MLP      |
| Adrian Vassallo            | MLP      |
| Edwin Vassallo             | PN       |
| George Vella               | MLP      |
| Karmenu Vella              | MLP      |
| Francis Zammit Dimech      | PN       |
| Ninu Zammit                | PN       |

Quelle: Maltadata

## Einzelnachweis
1. ↑  Members of Parliament, 1921–2008. In: maltadata.com. Archiviert vom Original (nicht mehr online verfügbar) am 3. Januar 2014; abgerufen am 21. Juli 2019 (englisch).